# 大澤喜三郎
大澤喜三郎（おおさわ　きさぶろう、1910年（明治43年）12月28日 - 1991年（平成3年）5月26日）は日本の合気道家。合気道創始者植芝盛平の高弟であり、戦後の合気会の発展に尽力した。合気会九段（没後十段に列せられた）。

## 来歴
埼玉県出身。1929年（昭和4年）、新宿の柔道の野口道場に入門。4年後には講道館へ。1941年（昭和16年）、皇武館道場（後の合気会本部道場）に入門。1957年4月合気会師範となる。1969年から1986年まで（財）合気会本部道場長を務め、1986年5月より合気道道主補佐を務めた。日本武道協議会より武道功労者として表彰を受ける。
子息の大澤勇人（1955年〜）も、合気会本部道場師範を務めている。大澤喜三郎先生の合気道の技や精神は、大阪府豊中市の正泉寺道場で嶋本勝行師範（合気会八段）が継承し伝えている。

## 関連書籍
- 合気ニュース編集部編　『決定版 植芝盛平と合気道2-開祖を語る直弟子たち』　どう出版、2006年、ISBN 4900586838。
  - ※インタビュー収録「誰もができる『道』としての合気道を」